# Задушне
Задушне (рос. Задушное) — село у Новосільському районі Орловської області Російської Федерації.
Населення становить 249 осіб. Входить до муніципального утворення В'яжевське сільське поселення.

## Історія
Населений пункт розташований у межах Чорнозем'я та історичного Дикого Поля. Від 30 липня 1928 року у складі Орловського округу Центрально-Чорноземної області, 13 червня 1934 року після ліквідації Центрально-Чорноземної області населений пункт увійшов до складу новоствореної Курської області.
З 1937 року в складі новоутвореної Орловської області.
Від 2013 року входить до муніципального утворення В'яжевське сільське поселення.

## Населення
| 1857 | 1859  | 1915  | 2010 |
| ---- | ----- | ----- | ---- |
| 1149 | ↗3187 | ↘1800 | ↘249 |